# Přírodní park Košíře-Motol
Přírodní park Košíře-Motol o rozloze 354 ha se nachází převážně na území Prahy 5 a byl vyhlášen v roce 1991 jako oblast klidu a poté byl v roce 1992 zákonem převeden do nově vzniklé kategorie přírodních parků. Tento park významnou měrou přispívá ke zkvalitnění životního prostředí města a nachází se zde řada pěších cest s hezkým výhledem na Prahu. Součástí přírodního parku Košíře-Motol jsou 3 významné přírodní památky: přírodní památka Vidoule, přírodní památka Motolský ordovik a přírodní památka Kalvárie v Motole. V PP Vidoule se nachází jeden z nejvyšších míst Prahy – hora Vidoule s výškou 372 m nad mořem a v minulosti se zde nacházela řada pískoven a lomů, kde se těžil pískovec. Toto podloží poskytuje příhodné podmínky pro růst poloruderární až stepí vegetace. Geologicky významnou oblastí je především PP Motolský ordovik, kde se nachází významné naleziště trilobitů a především unikátní geologický odkryv na hranici stupňů dobrotiv-beroun, který je tvořen dvěma základními faciemi, a to břidlicemi a křemenci. PP Kalvárie je tvořena bazaltovou skálou, která se tyčí nad údolím a na jejím vrcholku je již z dálky vidět kříž. Její podloží poskytuje optimální podmínky k růstu xerotermní květeny a nalezneme tu například velmi vzácný relikt česnek tuhý (Allium strictum Schrad.).Většina podloží parku je tvořena ordovickými břidlicemi a pískovcemi letenského souvrství.
Momentálně je většina parku uměle zalesněna nepůvodními porosty nepřirozeného složení. Nachází se tu ale i zbytky původních kyselých doubrav a dubohabřin, a to především v údolí parku Cibulka a na jednotlivých návrších nad motolským krematoriem. Pomyslným jádrem parku je lesopark Cibulka u bývalé usedlosti Na Cibulce (Cibulka) s krásnými romantickými stavbami a několika památnými stromy s úctyhodným obvodem kmene 300–500 cm . V PP Vidoule žije mnoho druhů teplomilných bezobratlých a motýlů a mezi nimi i dva vzácné druhy otakárků – otakárek fenyklový (Papilio machaon) a otakárek ovocný (Iphiclides podalirius). V parku se nachází také mnoho obratlovců a z nich nejvíce veverka obecná (Sciurus vulgaris), ježek a zajíc. Parkem protéká Motolský potok, který poskytuje domov mnoho obojživelníkům a to například skokan zelený (Pelophylax esculentus), ropucha obecná (Bufo bufo) a mlok obecný (Salamandra salamandra).
Tento park nejvíce ohrožuje fakt, že v posledních desetiletích dochází k druhovému ochuzování světlomilné a sucho a teplomilné květeny v důsledku změn v zemědělství a to hlavně přerušením pasení a kosení. Negativní vliv má také hustý křovištní porost, který pozměnil prostředí a světlomilné druhy tak byly eliminovány. Dalším ohrožujícím faktore je, že Motolský potok byl z důvodu výstavby a rozšíření Plzeňské ulice zatrubněn, což negativně ovlivnilo krajinu i obojživelníky, v posledních letech však došlo k revitalizaci částí potoka Cibulka a opětovnému navrácení jeho toku na povrch. V rámci lesního hospodaření jsou v parku pravidelně prováděny prořezávky a probírky porostů. Údržbu parku provádí Lesy hl. m. Prahy a od roku 2007 je Praha držitelem mezinárodního lesnického certifikátu Forest Stewardship Council (FSC). Tento ekologicky velmi přísný certifikát se snaží o hospodaření vedoucí k dosažení přírodních porostů.

## Lokalita
Přírodní park Košíře-Motol se nachází na území hlavního města Prahy. Tento park byl zřízen v roce 1991 a zaujímá plochu o velikosti 354 ha, jedná se tedy o nejmenší přírodní park v Praze. Hlavní část území se nachází v oblasti Košířského a Motolského údolí na Praze 5 (k. ú. Jinonice, Košíře, Motol) a menší část se nachází na Praze 13 (k. ú. Stodůlky). Přírodní park je kolem obklopen zástavbou a procházejí jím dvě frekventované komunikace – ulice Plzeňská a Bucharova. Pomyslným jádrem parku je bývalá usedlost Na Cibulce (Cibulka) a okolní lesopark Cibulka s krásnými romantickými stavbami.

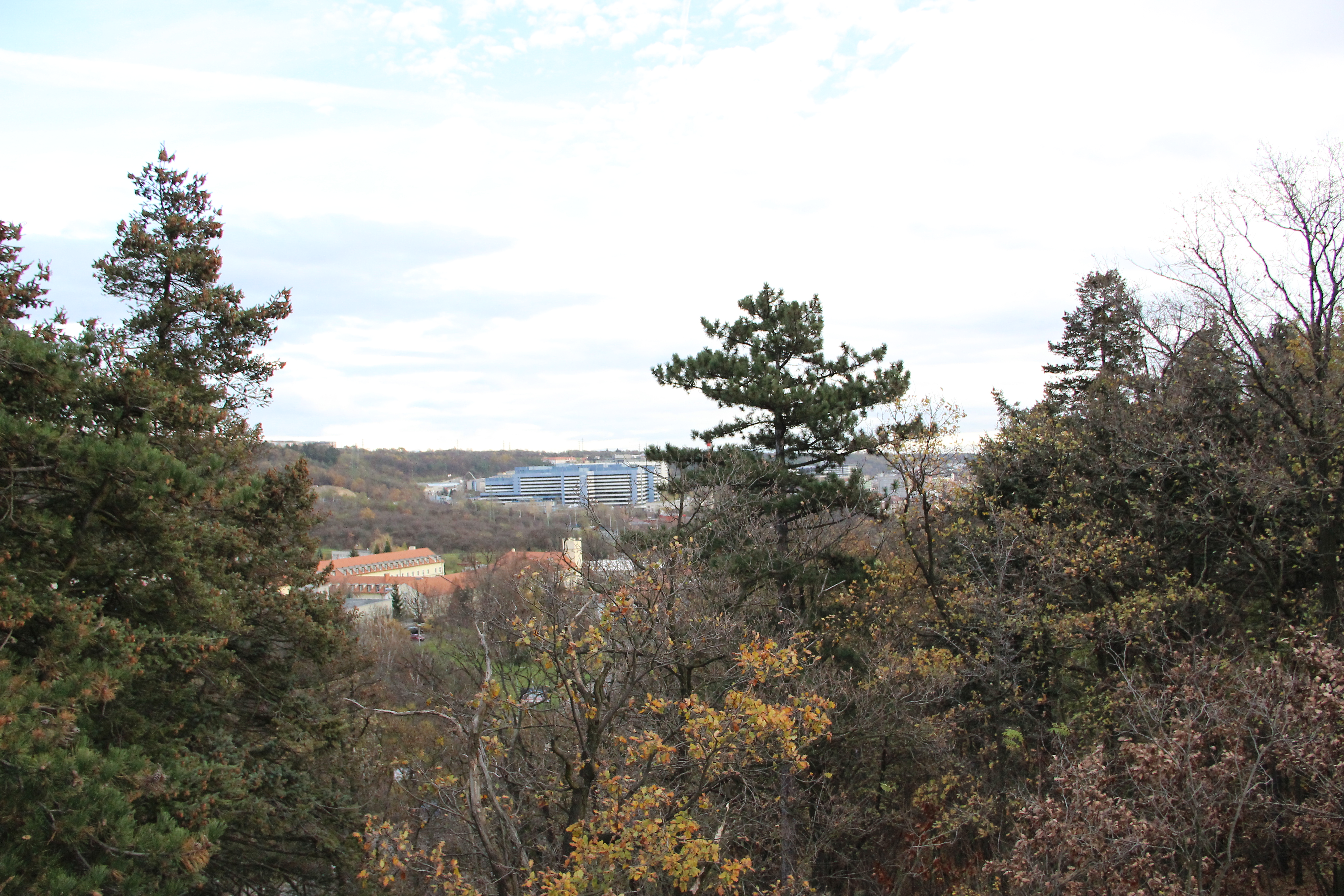
Pohled na přírodní park Košíře-Motol a nemocnici Motol
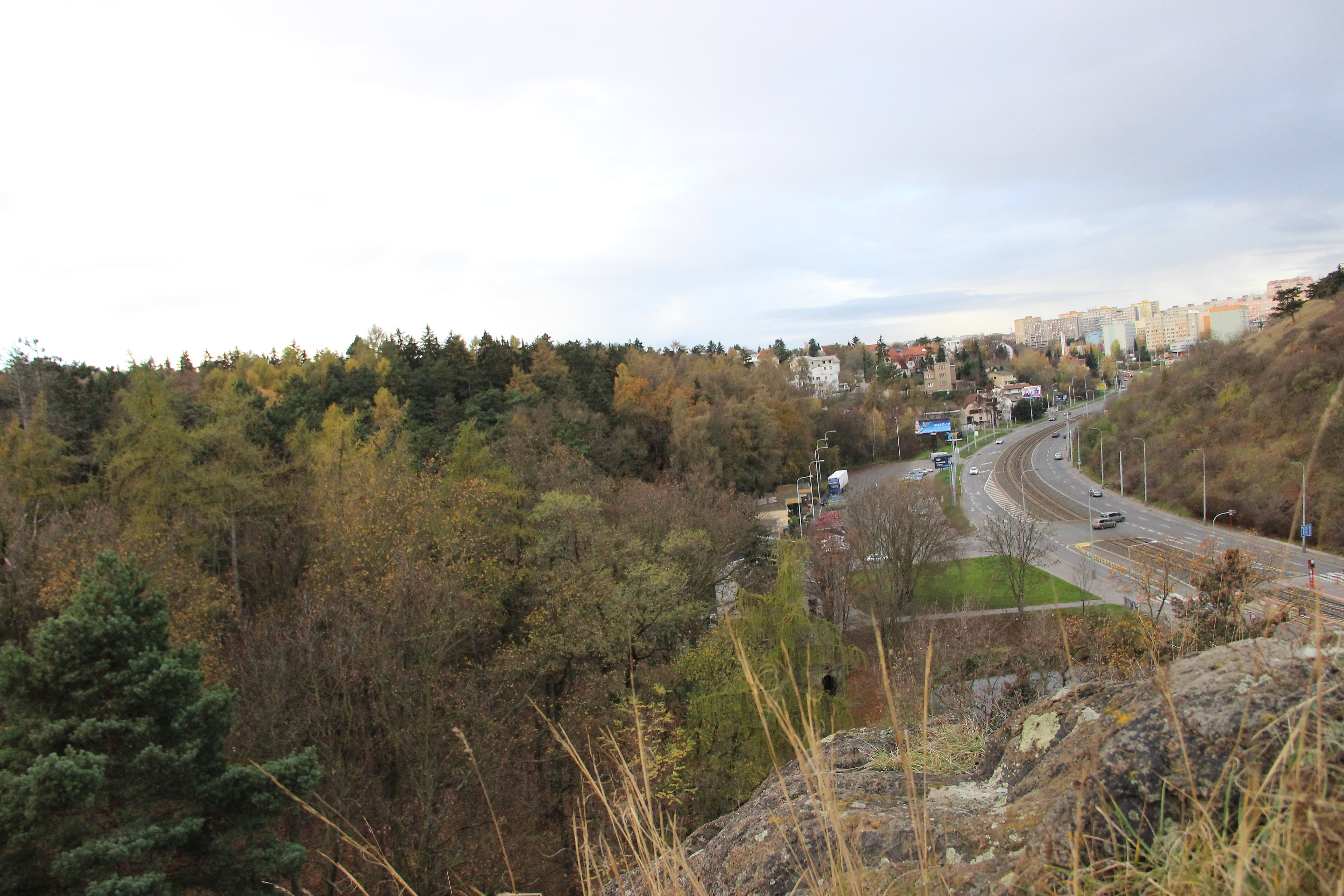
Přírodní park Košíře-Motol protíná rušná ulice Plzeňská (pohled z PP Kalvárie)

## Historie
V 80. letech 20. století vznikla myšlenka vytvořit síť oblastí klidu v Praze. Mělo se jednat o specifickou formu ochrany příměstské krajiny. Tyto oblasti klidu měly vést ke zlepšení životního prostředí. V roce 1984 byly schváleny první dvě oblasti klidu a to Říčanka a Botič – Milíčov. Po vyhlášení těchto oblastí klidu došlo ke zpracování návrhu celopražské sítě oblastí klidu. Tento návrh měl mapovou i textovou část a předkládal i odborné odůvodnění hranic oblastí a obsahoval podrobný popis budoucího režimu a hospodaření na těchto územích. Dnešní síť přírodních parků v hlavním městě je téměř stejná s tehdy navrženou koncepcí. V roce 1992 byl zaveden zákon 114/92 Sb., který zavedl kategorii přírodních parků jako jednu z oficiálních forem ochrany krajiny. Do kategorie přírodních parků byly převedeny i všechny do té doby vyhlášené oblasti klidu. Přírodní park Košíře-Motol byl zřízen v roce 1991 vyhláškou hlavního města Prahy č. 3/1991, o zřízení oblastí klidu v hlavním městě Praze. Poté byl v roce 1992 převeden zákonem 114/92 Sb., o ochraně přírody a krajiny do kategorie přírodních parků.

## Přírodní poměry
V posledních desítkách let se příroda ve městech stává domovem mnoha rostlin a živočichů z volné krajiny, kde došlo ke znatelnému zhoršení přírodních podmínek, které mnoha druhům nevyhovují.

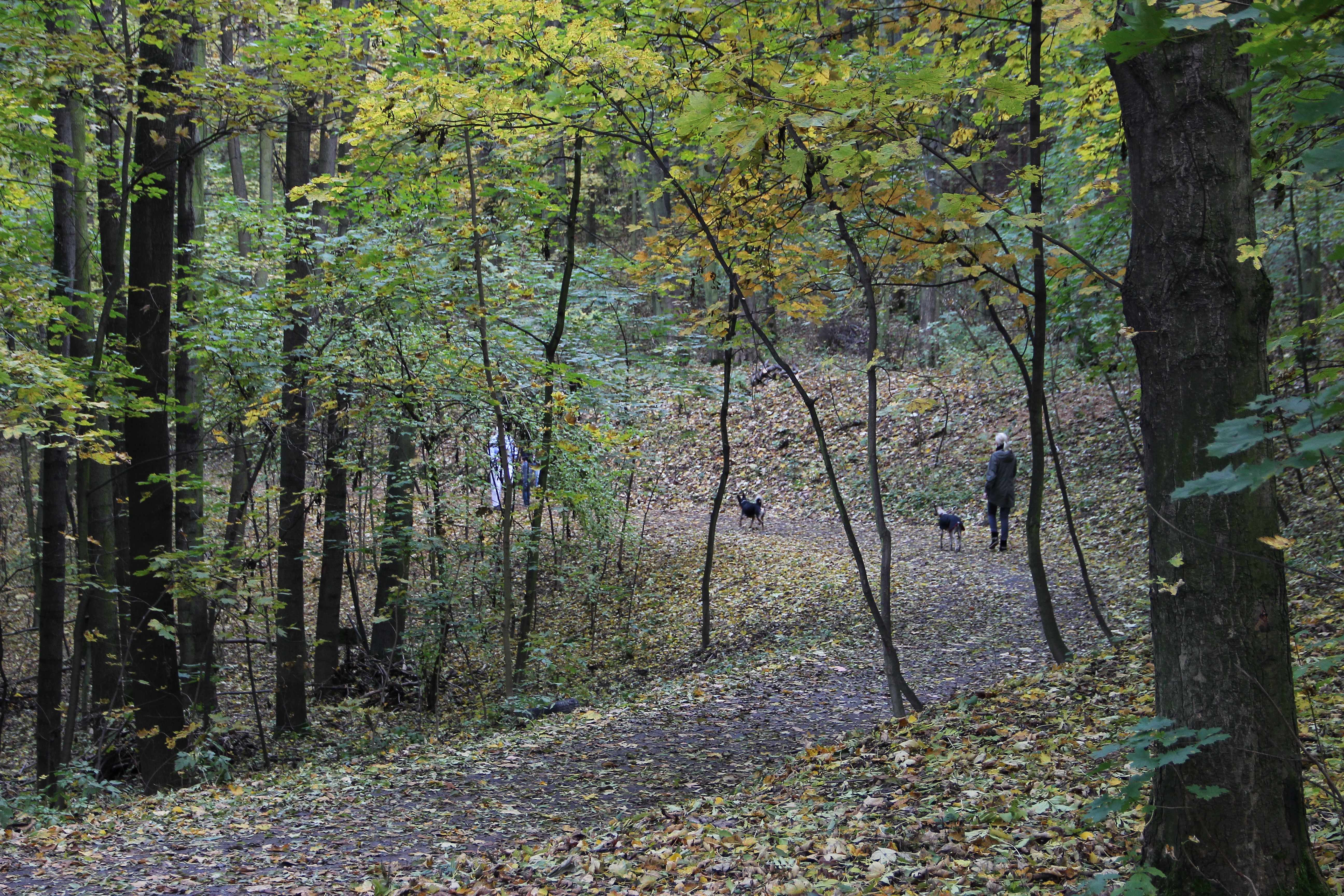
Krajina v přírodním parku Košíře-Motol

### Geologie
Většina podloží parku je tvořena ordovickými břidlicemi a pískovcemi letenského souvrství.
Geologicky nejvýznamnější oblastí parku je na západě situovaná přírodní památka Motolský ordovik, kde se nachází významný geologický odkryv a bohaté paleontologické naleziště trilobitů a hyolitů. Jedná se o umělý odkryv, který vznikl v 70. letech 20. století terénním zářezem při budování železniční tratě Praha Smíchov – Slaný. Jsou zde odkryty prvohorní vrstvy ordoviku na hranici stupňů dobrotiv-beroun. Rozhraní dobrotiv – beroun má dvě základní facie a to břidlice a křemence. Svrchní část dobrotivského souvrství (stupeň dobrotiv) je tvořena dobrotivskými břidlicemi (jílovité, temně šedé až černé, střípkovitě se rozpadající, obsahující jílovitopísčité konkrece) a spodní část libeňského souvrství (stupeň beroun) je tvořena libeňskými břidlicemi (černé, jílovité, střípkaté) a řevnickými křemenci (bělavé až nažloutlé). Na dobrotivské břidlice ostře nasedají řevnické křemence a na řevnické křemence ostře nasedají libeňské břidlice. Tento odkryv je jeden z nejlépe odkrytých a také dobře přístupných profilů hranice mezi stupni dobrotiv a beroun. Dobrotivské i libeňské břidlice skrývají významnou faunu i mikrofaunu. V břidlicích libeňského souvrství bylo zjištěno nejbohatší společenstvo zkamenělin na území Prahy.
Podloží je tvořeno tedy převážně neúživnými křemenci a břidlicemi, které skýtají vhodné podmínky pro růst vřesu.
Další geologicky významnou oblastí je přírodní památka Vidoule, jejíž podloží je tvořeno vodorovnými vrstvami druhohorních pískovců. Celkově je geologický podklad neúživný, a proto zde roste především poloruderární vegetace stepního charakteru. Ve východní a severní části Vidoule se v minulosti nacházela řada pískoven a lomů, ve kterých se těžil pískovec (stavební kámen). Momentálně nejsou lomy využívány. Většinou však neměly lomy velký rozsah, proto se dobře začlenily do krajiny a dnes je takřka vůbec nevnímáme. Můžeme zde také nalézt ukázky zkamenělin různých mořských živočichů. Původně ucelené vrstvy byly erozí různě narušovány a tím oddělovány, a tak došlo k tomu, že některé části ve skalních pískovcových stěnách výrazně vystupují a to až 20 metrů vysoko.
Také přírodní památka Kalvárie je geologicky zajímavým územím parku. Jedná se o skalní útvar, který vznikl tektonicky izolovanou krou podél významného pražského zlomu. Tuto skálu budují především bazalty a horniny silurského motolského souvrství.

### Flóra
V nynější době je většina parku uměle zalesněna nepůvodními porosty nepřirozeného složení. Nachází se tu ale i zbytky původních kyselých doubrav a dubohabřin, a to především v údolí parku Cibulka a na jednotlivých návrších nad motolským krematoriem. Jinak je oblast zalesněna borovicí lesní (Pinus sylvestris), borovicí černou (Pinus nigra), modřínem opadavým (Larix decidua), javorem, břízou, lípou a ojediněle jasanem ztepilým (Fraxinus excelsior). Keřové patro tvoří růže šípková (Rosa canina), bez černý (Sambucus nigra, L.), svída krvavá (Cornus sanguinea) a ostružiník maliník (Rubus idaeus Linné).
V parku Cibulka roste kromě starých smíšených porostů i několik mohutných dubů a jasanů, jejichž obvod kmene dosahuje úctyhodných rozměrů 300–500 cm. Některé z těchto stromů jsou vyhlášeny jako památné. Významná je skupina tří památných dubů letních (Quercus robur), z nichž jeden má obvod kmene přes pět metrů. Odhaduje se, že tyto stromy jsou staré až 200 let. V lesním porostu parku Cibulka je nejvíce zastoupen dub zimní (Quercus robur) a dub letní (Quercus robur) (21 %), lípa srdčitá (Tilia cordata) (11 %), javor mléč (Acer platanoides) (10 %), dub červený (Quercus rubra) (6 %), jasan ztepilý (Fraxinus excelsior) (5 %) a borovice černá (Pinus nigra) (5 %). Ideální zastoupení stromů by bylo 57 % dubu zimního (Quercus robur), 15 % buku lesního (Fagus sylvatica) a 9 % habru obecného (Carpinus betulus).
Další vegetačně významnou oblastí je přírodní památka Kalvárie, kde je naleziště xerotermní květeny. Mezi tuto květenu patří pěchava vápnomilná (Sesleria caerulea), chrpa chlumní (Centaurea triumfettii), koniklec luční (Pulsatilla pratensis), bělozářka liliovitá (Anthericum liliago L.) a vzácný relikt česnek tuhý (Allium strictum Schrad.). V posledních desetiletích dochází k druhovému ochuzování světlomilné a sucho a teplomilné květeny. K tomuto ochuzení dochází v důsledku změn v zemědělství a to hlavně přerušením pasení a kosení. Negativní vliv má také hustý křovištní porost, který pozměnil prostředí a světlomilné druhy tak byly eliminovány.
Na území parku se také nachází malé slatiniště, které leží kousek od přírodní památky U Hájů (již mimo území parku), kde můžeme najít ostřicii Davallovu (Carex davalliana Sm.), sítinu sivou (Juncus inflexus L.), pobřežnici obecnou (Pellia epiphylla) a prstnatec májový (Dactylorhiza majalis).
Přírodní památka Vidoule je na východě lemována cennými starými duby a buky na jižní straně stepními trávníky. Celkově je zde neúživná půda, na které roste poloruderární až stepní vegetace

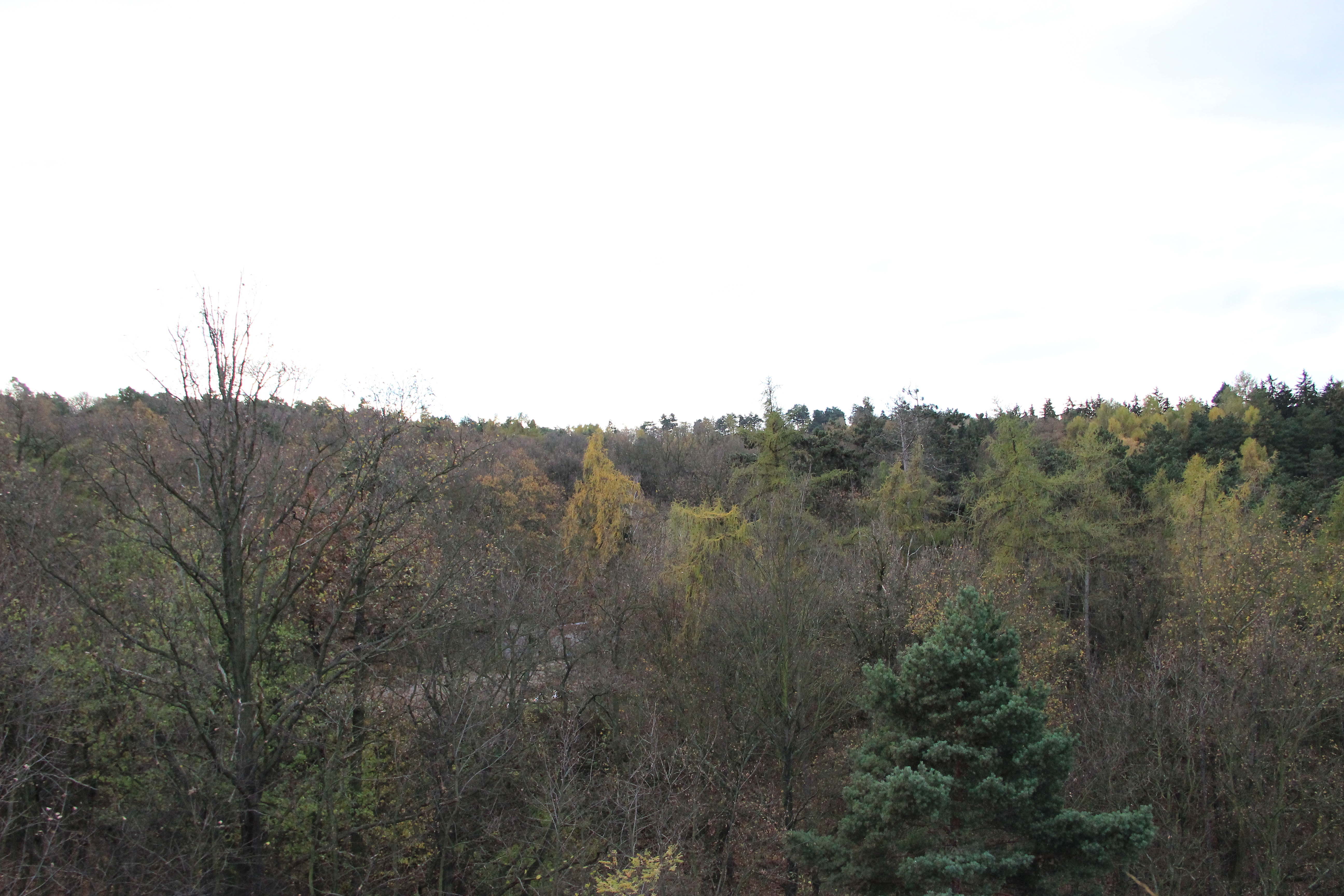
Lesní porost přírodního parku Košíře-Motol
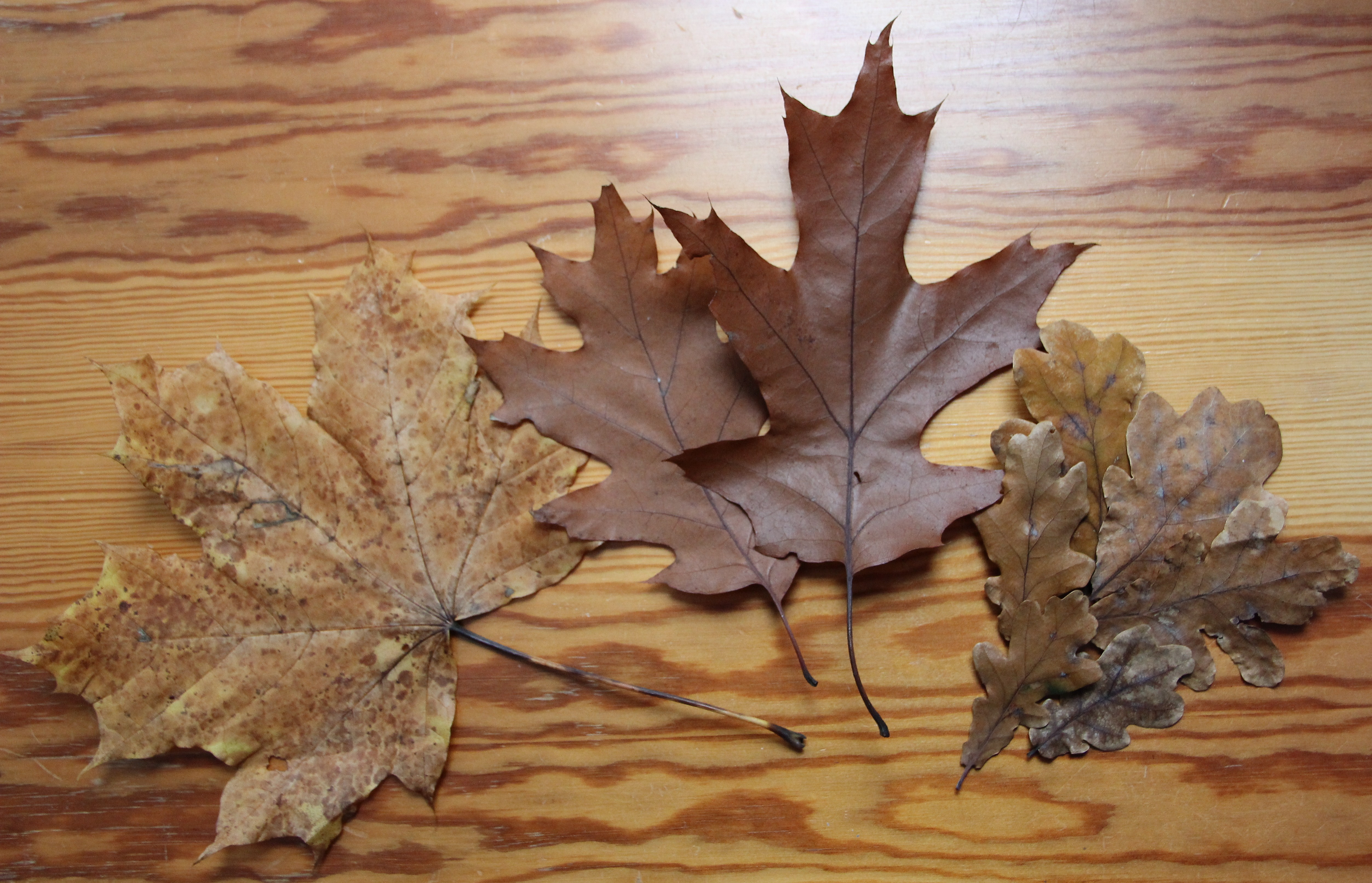
Listy nasbírané v přírodním parku Košíře-Motol, zleva: javor mléč (Acer platanoides), dub červený (Quercus rubra) a dub letní (Quercus robur)
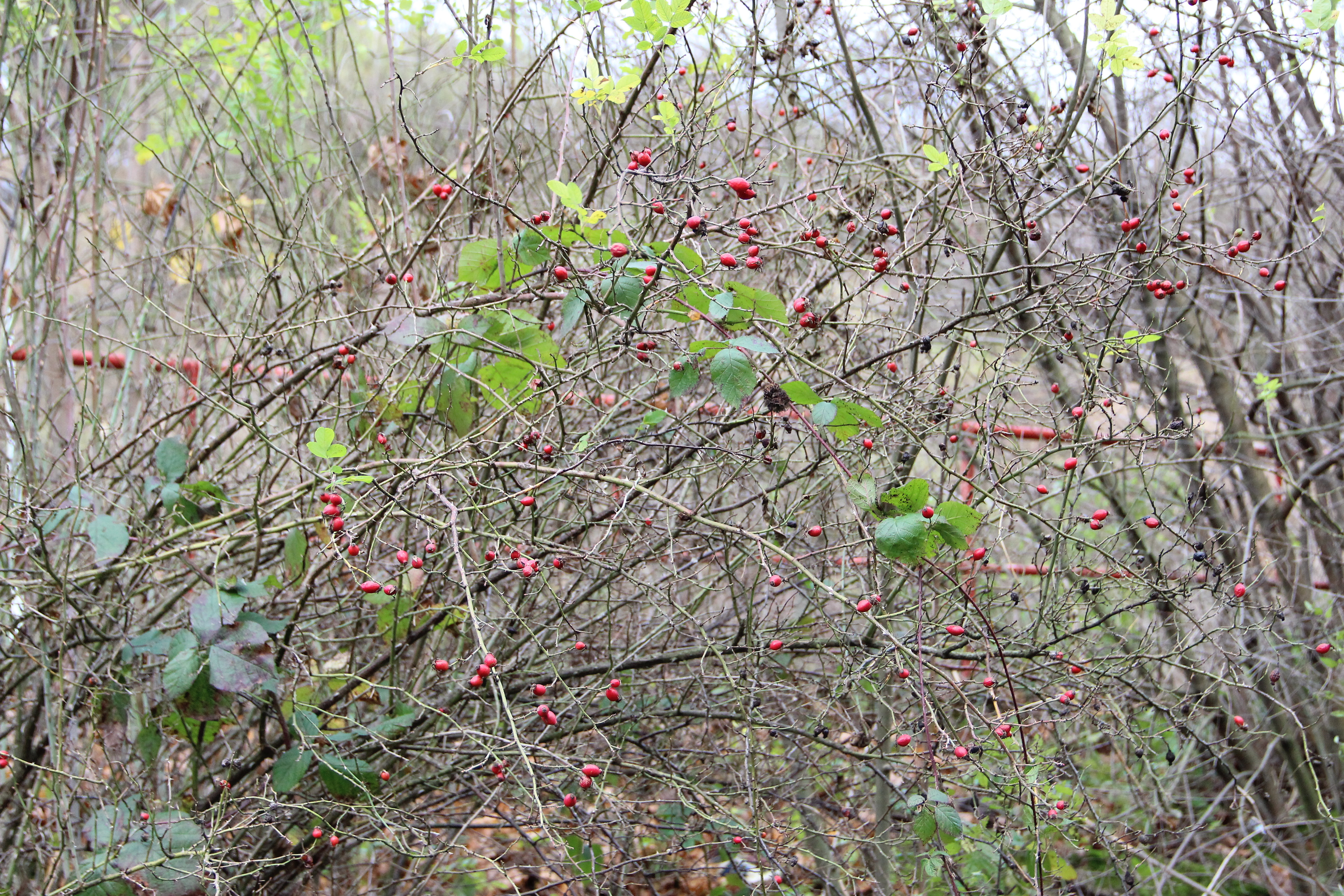
Velkou část křovištního porostu tvoří růže šípková (Rosa canina)
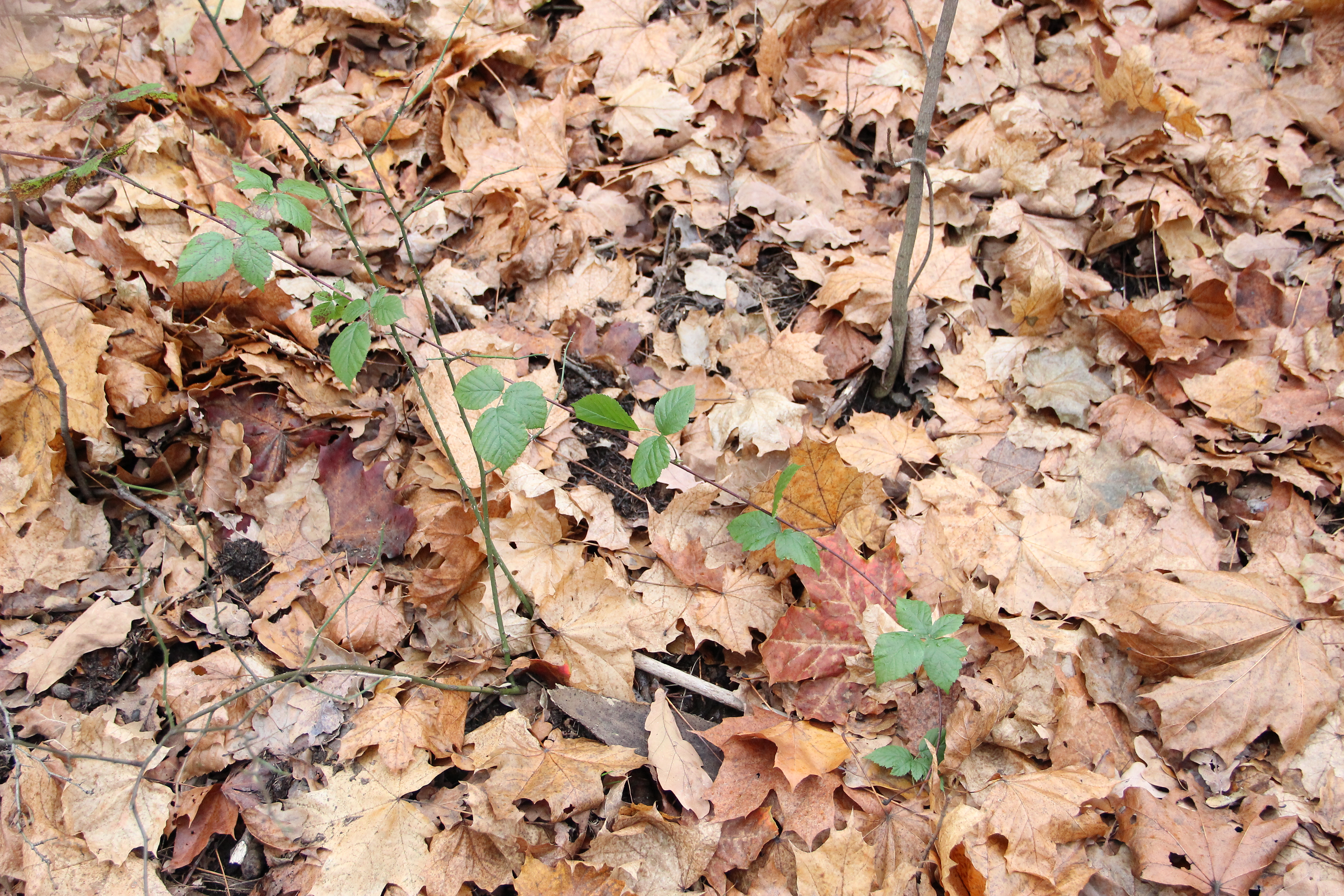
Ostružiník maliník (Rubus idaeus Linné)
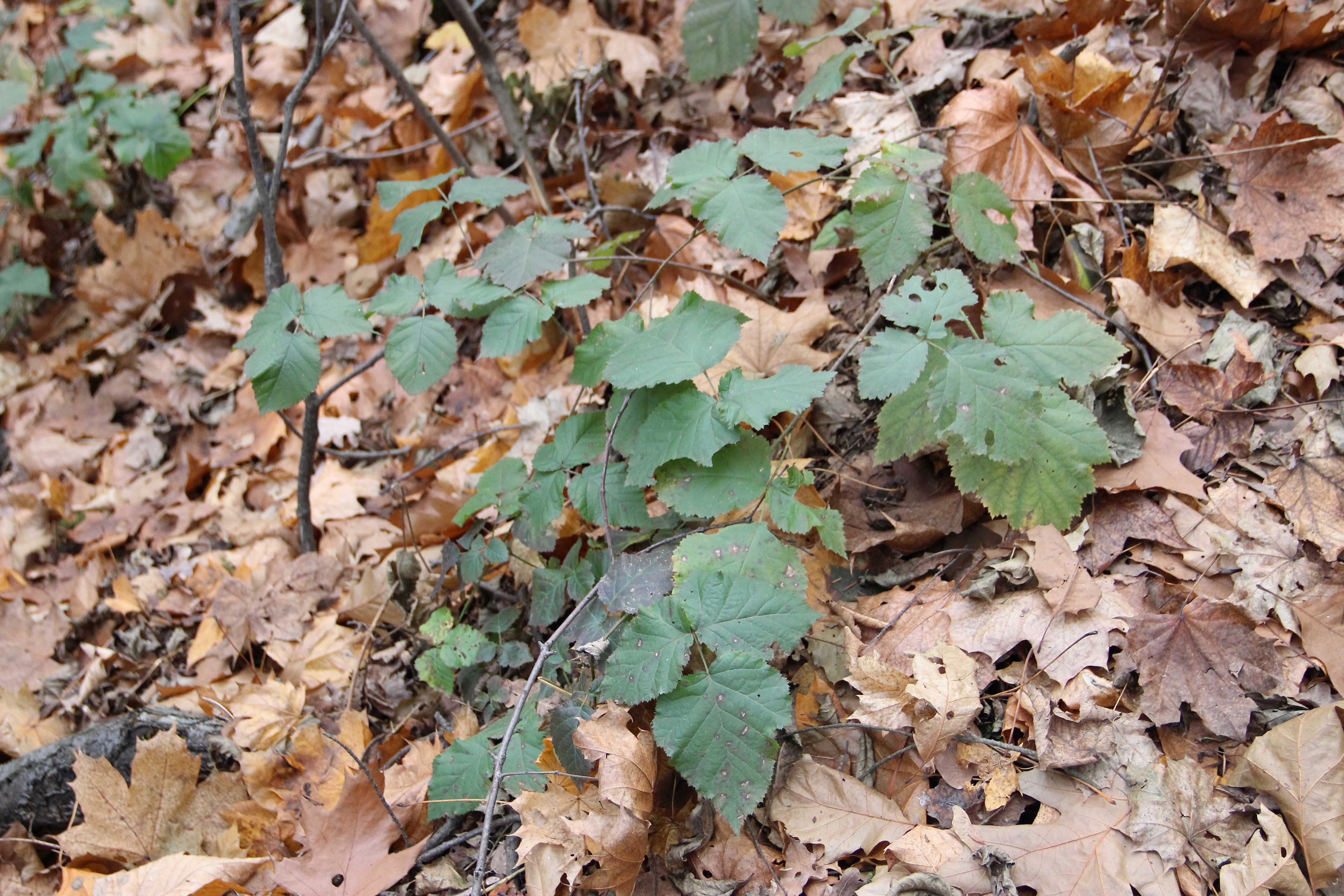
Ostružiník maliník (Rubus idaeus Linné)

### Mykoflóra
V říjnu 1944 byla v parku Cibulka na kmeni dubu nalezena vzácná dřevožijná houba korálovec ježatý (Hericium erinaceus), která je v současnosti navržena k zákonné ochraně.

### Fauna
Na území parku se nachází několik biokoridorů a biocenter, které plní především funkci refungií. Nalezneme zde řadu rozličných biotopů, které poskytují útočiště mnohým druhům.
Dominantou krajiny je přírodní památka Vidoule, kde převládá poloruderální vegetace, která přechází až do stepního rázu vegetace. Na takový biotop jsou vázány mnohé druhy teplomilných bezobratlých živočichů. Z brouků zde nalezneme střevlíčky z čeledi střevlíkovití (Carabidae), mandelinky a štítonoše z čeledi mandelinkovití (Chrysomelidae) a také mnoho brouků z čeledi nosatcovití (Curculionidae). V keřovém patře hnízdí různé druhy ptáků, jako například strnad obecný (Emberiza citrinella), pěnice černohlavá (Sylvia atricapilla) či drozd zpěvný (Turdus philomelos). Průzkumem bylo zjištěno, že se zde také vyskytuje několik desítek druhů motýlů a blanokřídlých. Z motýlů je zde možné zahlédnout dva ohrožené druhy otakárků a to otakárka fenyklového (Papilio machaon) a otakárka ovocného (Iphiclides podalirius).
Podstatnou refungiální funkci má i přírodní památka Kalvárie, kde nalezl své útočiště teplomilný plž páskovka žíhaná (Cepaea vindobonensis), jejíž ulita je zdobena tenkými hnědými proužky. Z ptáků zde hnízdí drozd zpěvný (Turdus philomelos), budníček menší (Phylloscopus collybita) či mlynařík dlouhoocasý (Aegithalos caudatus).
V přírodní památce Motolský ordovik můžeme najít zkameněliny již vyhynulých prvohorních členovců trilobitů.
V parku mají útočiště také mnohé druhy obratlovců.Ve velké míře zde můžeme vidět veverku obecnou (Sciurus vulgaris), ježka a zajíce. Dále jsou zde prasata divoká (Sus scrofa), králíci a srnčí zvěř. Na některých místech parku vznikly jeskyně či skalní dutiny, které jsou sídlištěm netopýrů z druhu (Myotis spp.). Jelikož územím parku protéká Motolský potok s vybudovanou kaskádou tří rybníků, našli zde své útočiště i mnozí obojživelníci. Mezi ně patří například skokan zelený (Pelophylax esculentus), ropucha obecná (Bufo bufo) a mlok obecný (PSalamandroidea). Pro tyto obojživelníky je zdroj čisté vody důležitý zejména k jarnímu páření. Z plazů se zde vyskytuje ještěrka obecná (Lacerta agilis) a slepýš křehký (Anguis fragilis). Motolský potok byl z důvodu výstavby a rozšíření Plzeňské ulice zatrubněn, což negativně ovivnilo krajinu i obojživelníky, v posledních letech však došlo k revitalizaci částí potoka (např. potoka Cibulka) a opětovnému navrácení jeho toku na povrch.

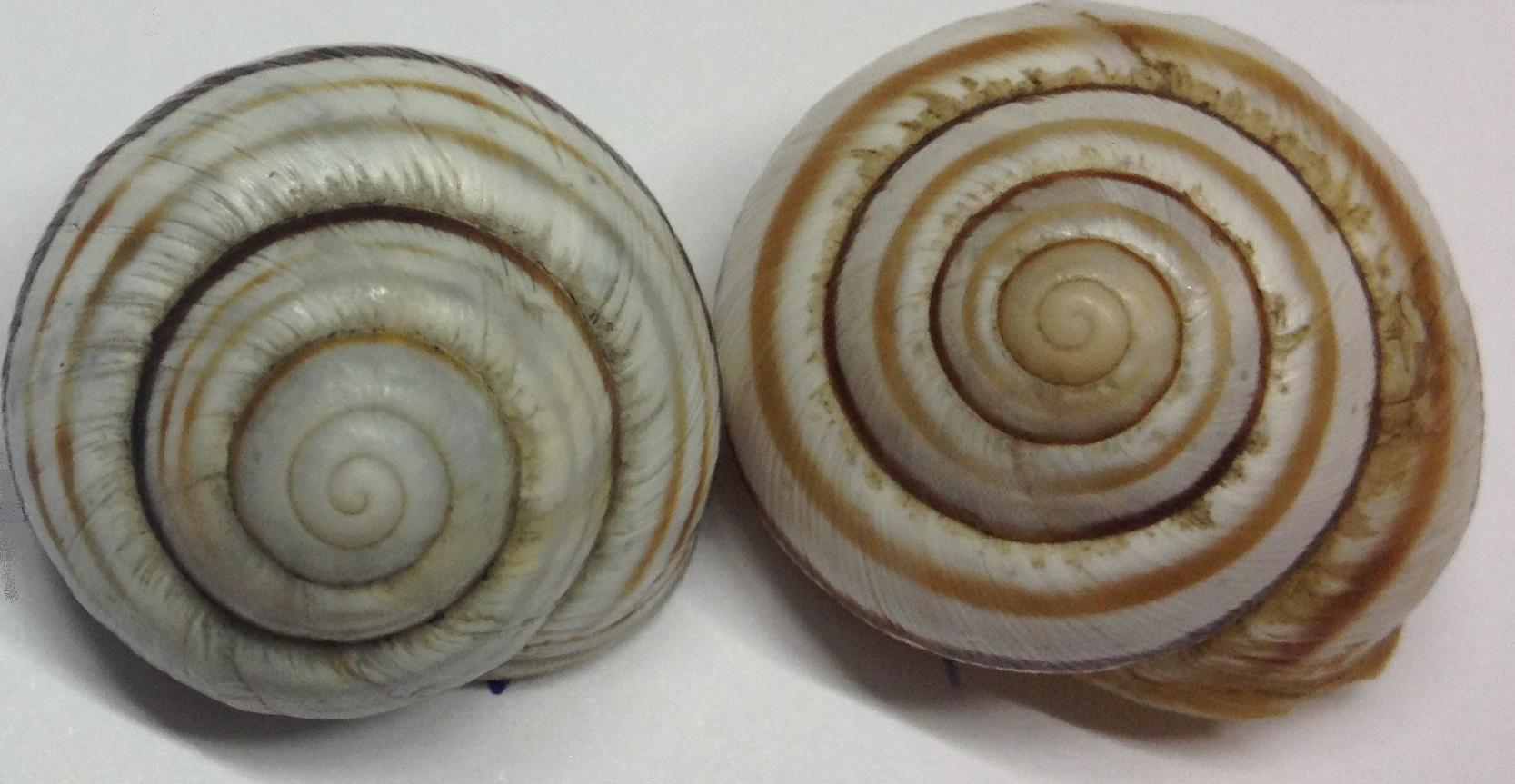
V PP Kalvárie nalezl své útočiště teplomilný druh plže páskovka žíhaná (Cepaea vindobonensis)
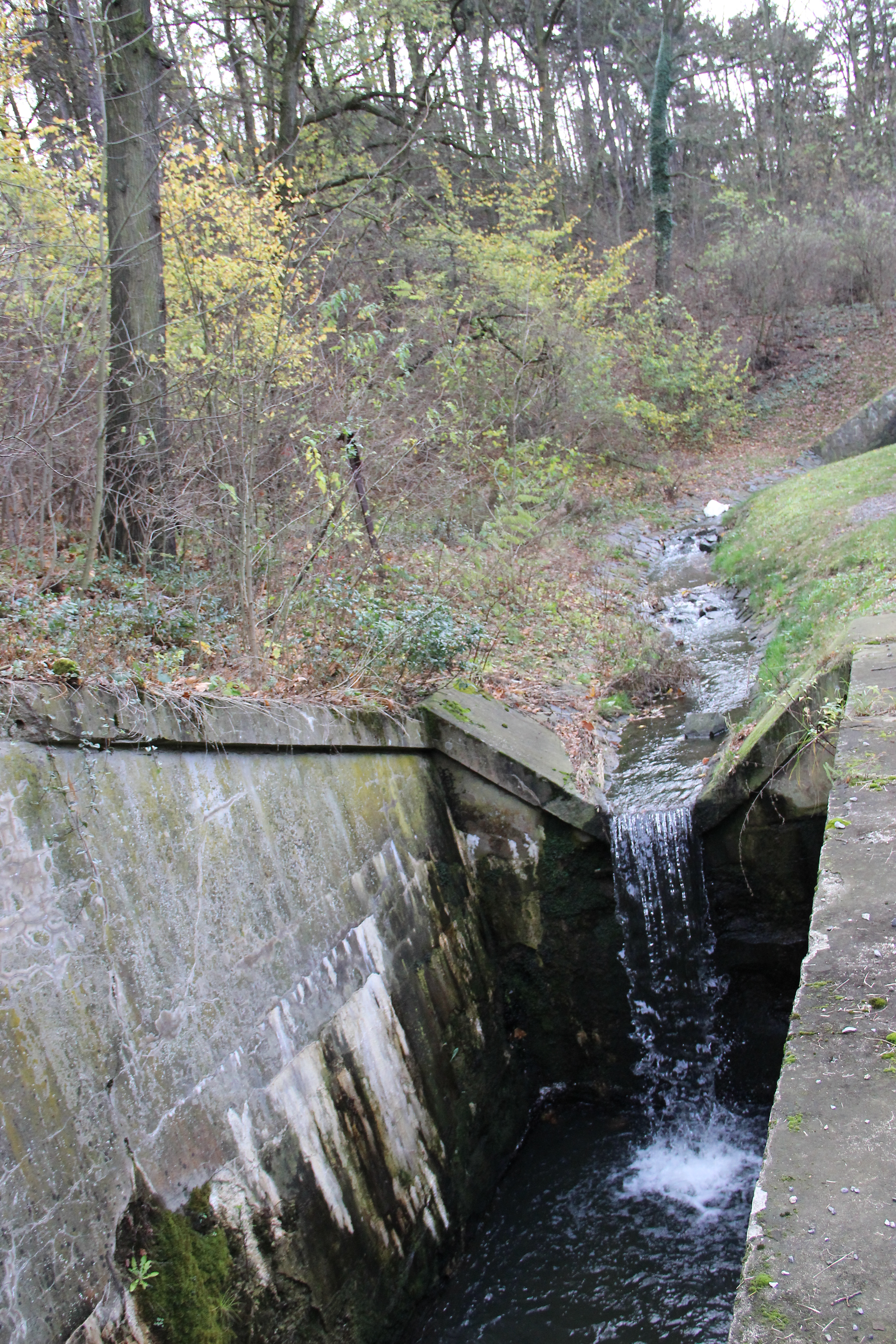
Přírodním parkem Košíře-Motol protéká Motolský potok, který poskytuje domov mnohým obojživelníkům

## Seznam chráněných území
Na území přírodního parku se nacházejí tři maloplošná chráněná území:
- přírodní památka Kalvárie v Motole
- přírodní památka Motolský ordovik
- přírodní památka Vidoule

## Zajímavosti v přírodním parku

### Krematorium Motol

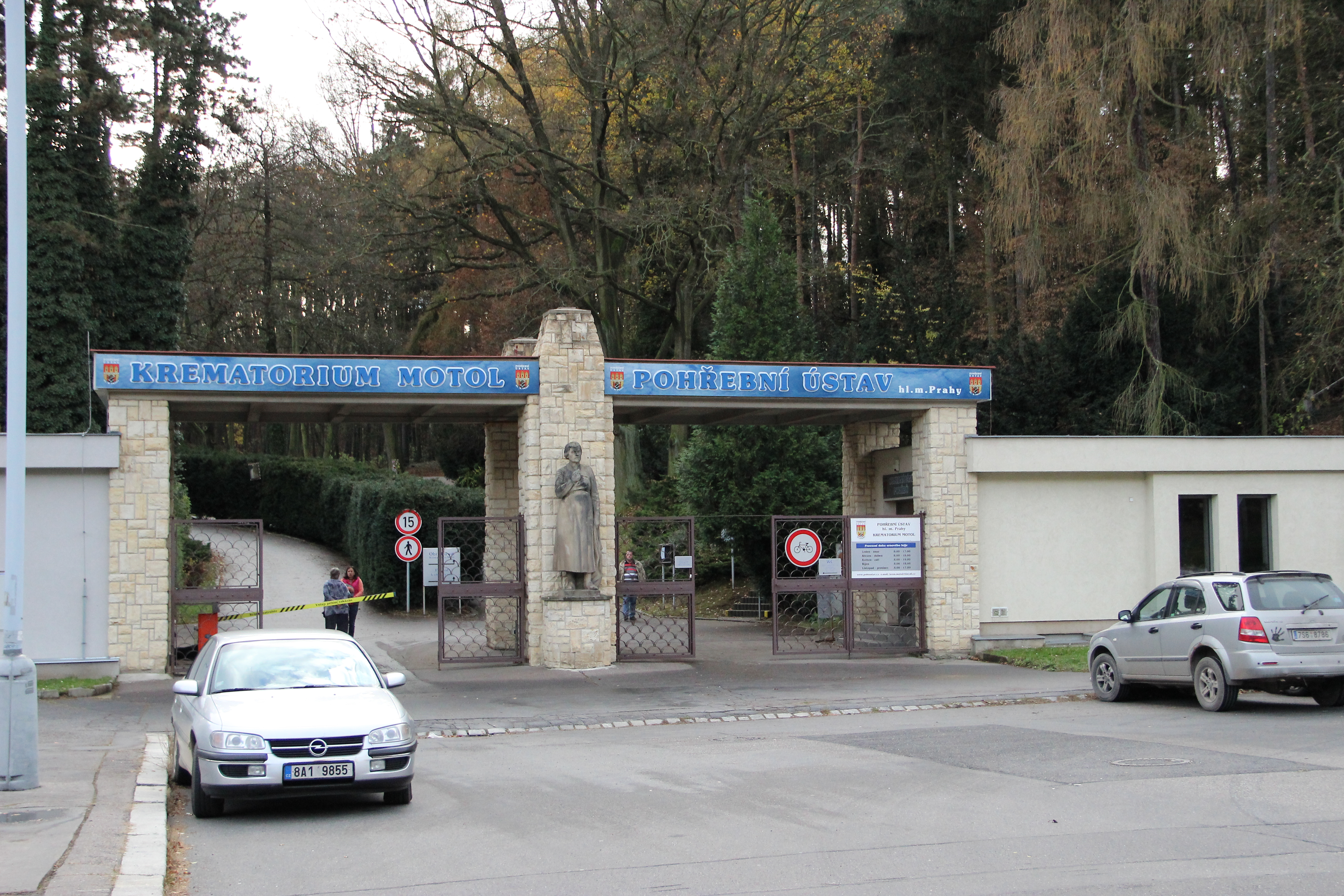
Vstup do Krematoria Motol

V motolském krematoriu byli v 50. letech 20. století zpopelňováni političtí vězňové, kteří umřeli v koncentrácích a věznicích. Jejich urny s popelem však nakonec skončily v hromadném hrobě. Za přispění Rady města zde bylo pro tyto urny později vybudováno čestné pohřebiště. Tuto smutnou událost dnes u vchodu do krematoria připomíná malý pomníček. Vydáme-li se však po schodech nahoru, ocitneme se u společného hrobu popravených a zemřelých politických vězňů s náhrobními deskami, které nesou jména těchto obětí.

### Lesy na Cibulce
Tento park zaujímá rozlohu 65,64 ha a získal svůj název podle rodu Cibulovských, kteří v 15. století vlastnili místní vinice. Celý areál byl na počátku 19. století prodán a upraven. Byly zde postaveny romantické stavby a sochy a les tak získal podobu anglického parku s romantickým nádechem. Postupně přecházel park na různé majitele, pro které byl však spíše přítěží. Nyní vlastní lesy Na Cibulce hlavní město Praha. V roce 2000 započala rekonstrukce celého areálu. Jedná se hlavně o rekonstrukci stavebních prvků a sochařské výzdoby. Také začala výsadba stromků v rámci přirozené obnovy porostů. V parku rostou některé památné duby a jasany, které mají úctyhodný obvod kmene 300–500 cm. Zajímavou stavbou je osmiboký Čínský pavilon, který vycházel z čínské architektury. Pavilon byl původně ozdoben zvonky hrajícími ve větru. Dnes se pavilon nachází v dezolátním stavu, a protože se rozpadá, byl z bezpečnostních důvodů oplocen. Čínský pavilon není v majetku města Prahy, proto není možné jej opravit v rámci celkové rekonstrukce parku.

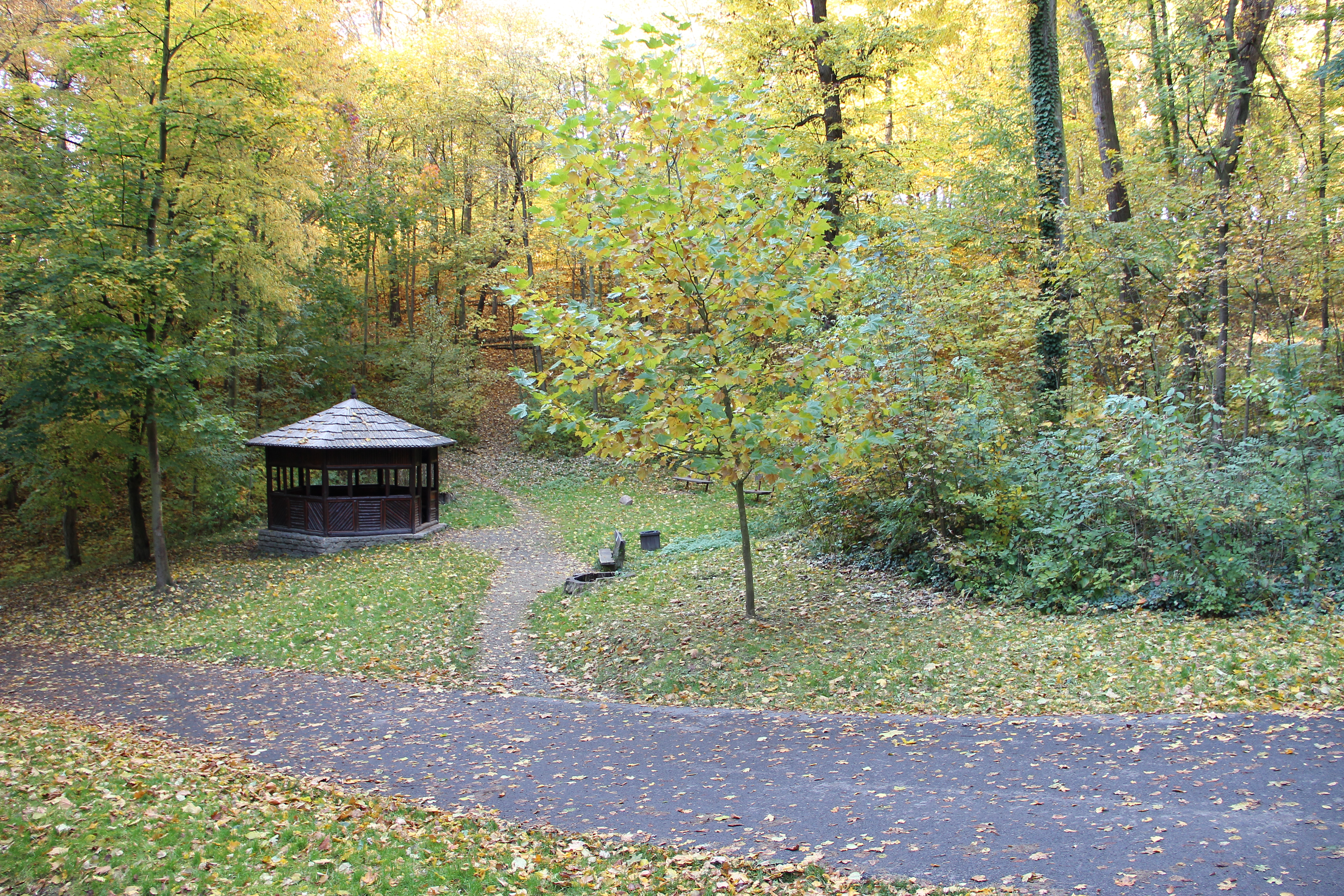
Krajina v parku Cibulka

Dominantou parku je uměle postavená zřícenina s 13 metrů vysokou rozhlednou, která se nachází v nejvyšším bodě parku. Jedná se o nejstarší vyhlídkovou věž v Praze. Z vyhlídky je možné vidět celý areál motolské nemocnice. Pod zřícenino je k vidění uměle vybudovaná jeskyně nesoucí název Dantovo peklo. Důležitou součástí parku jsou i vodní prvky. Parkem protéká potok Cibulka (pramenící pod PP Vidoule) s jezírkem Pod Dianou a třemi studánkami (tůněmi). V roce 2009 byla provedena revitalizace původně zatrubněného potoka Cibulka. Potok byl navrácen na povrch a rozmeandrován, což je přirozenější a povodí potoka tak může nabídnout útočiště mnohým druhům zvířat a rostlin. Jde zejména o obnovou původních vodních ploch a přirozených mokřadů.

## Hospodaření (management)
Hospodářské využití přírodního parku je regulováno vyhláškou.
V rámci lesního hospodaření jsou v parku pravidelně prováděny prořezávky a probírky porostů. Také jsou zde vysazovány původně listnaté stromy, které mají obnovit přirozený porost. Důležité je především přirozené zmlazení. Všechny lesy ve vlastnictví hlavního města Prahy jsou obhospodařovávány podle zásad trvale udržitelného hospodaření v lesích. Údržbu parku provádí Lesy hl. m. Prahy. Od roku 2007 je Praha držitelem mezinárodního lesnického certifikátu Forest Stewardship Council (FSC). Tento ekologicky velmi přísný certifikát se snaží o hospodaření vedoucí k dosažení přírodních porostů. Jedná se o postupnou přestavbu současné nepříznivé skladby lesa tak, aby se druhová skladba co nejvíce přiblížila původní skladbě lesa. Cílem je získat odolný, smíšený a listnatý porost snášející vysoké rekreační zatížení a vyžadující minimální péči.
Pravidelně se zde provádí údržba cest a úklid černých skládek.

## Ochrana
Toto území bylo vyhlášeno přírodním parkem pro jeho přírodovědné a krajinné hodnoty. Přírodní park nabízí rekreační využití i poučení o přírodě (ve formě informačních tabulí) a celkově přispívá ke zlepšení životního prostředí města. Přírodní park je tak formou specifické velkoplošné ochrany a slouží k zachování přírodní krajiny ve městě. Park Košíře-Motol je zajímavý především z geologického hlediska. Jde zde hlavně o zachování prvohorních vrstev ordoviku s mnohými nalezišti trilobitů.

Tento park nejvíce ohrožuje fakt, že v posledních desetiletích dochází k druhovému ochuzování světlomilné a sucho a teplomilné květeny. K tomuto ochuzení dochází v důsledku změn v zemědělství a to hlavně přerušením pasení a kosení. Negativní vliv má také hustý křovištní porost, který pozměnil prostředí a světlomilné druhy tak byly eliminovány. Dalším ohrožujícím faktore je, že Motolský potok byl z důvodu výstavby a rozšíření Plzeňské ulice zatrubněn, což negativně ovlivnilo krajinu i obojživelníky, v posledních letech však došlo k revitalizaci částí potoka (např. potoka Cibulka) a opětovnému navrácení jeho toku na povrch. V roce 2009 byla provedena revitalizace původně zatrubněného potoka Cibulka. Potok byl navrácen na povrch a rozmeandrován, což je přirozenější a povodí potoka tak může nabídnout útočiště mnohým druhům zvířat a rostlin. Jde zejména o obnovou původních vodních ploch a přirozených mokřadů. Negativní vliv mají na vegetaci také výfukové plyny produkované okolní dopravou.
Výstavba na území parku je omezena trvalou stavební uzávěrou a lze ji provádět pouze na místech schválených územně plánovací dokumentací.

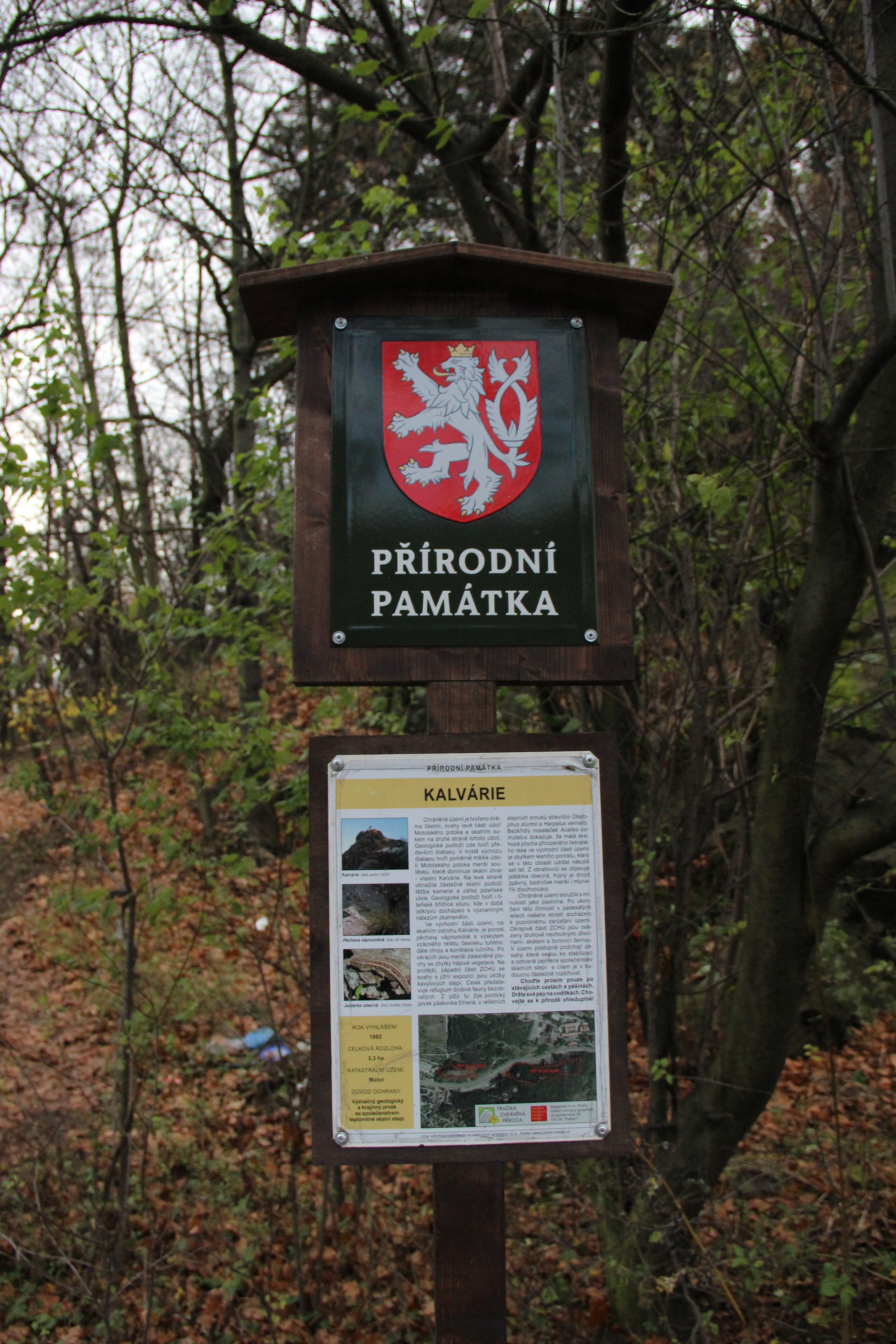
Informační tabule pro turisty

## Turismus
I přesto, že přírodní park Košíře-Motol je nejmenším pražským přírodním parkem, nabízí nepřeberné množství aktivit. Najdeme zde množství různých cest, jak asfaltových tak v terénu. Jedinou turisticky značenou cestou je žlutě značená cesta, která vede od usedlosti Šmukýřka po úbočí Vidoule a přes golfové hřiště až k tramvaji v Motole. Tato cesta nabízí velmi hezký výhled na Prahu. V parku lze v létě například jezdit na kole, koupat se v Motolských rybnících a naopak v zimě se na nich dá bruslit či využít místní terén pro běžkování.
Zajímavostí je také nově postavená dostihová dráha Greyhound park Motol v údolí parku Cibulka. Tato dráha je velmi moderní a byla postavena na místě bývalého fotbalového hřiště. Motolská závodní dráha patří pod Českou greyhound dostihovou federaci. Jedná se o víceúčelový sportovní stadion s možností provozování různých druhů sportů . Nachází se zde vnitřní asfaltový ovál, který je určen pro cyklistiku, kolečkové brusle a elektrické motokáry. Vnější ovál je závodní pískový a slouží k chrtím dostihům. Uvnitř asfaltového oválu je travnaté hřiště kde lze hrát fotbal či volejbal. Celý areál je osvětlen a vybaven nejnovější technikou. Psí dostihy se tu konají většinou v sobotu a určitě stojí za zkušenost je navštívit.
Dalším sportovním využití parku je golfové hřiště Motol – Golf Club Praha, které tvoří střední část parku. Tento klub je jedním z nejstarších v Čechách a nabízí jedno z nejnáročnějších hřišť v České republice. Pravidelně se zde pořádají golfové turnaje. Toto hřiště zde existuje desítky let a představuje jeden z prvků přírodního prostředí a to i přes to, že se jedná o umělý biotop vyžadující specifické obhospodařování.

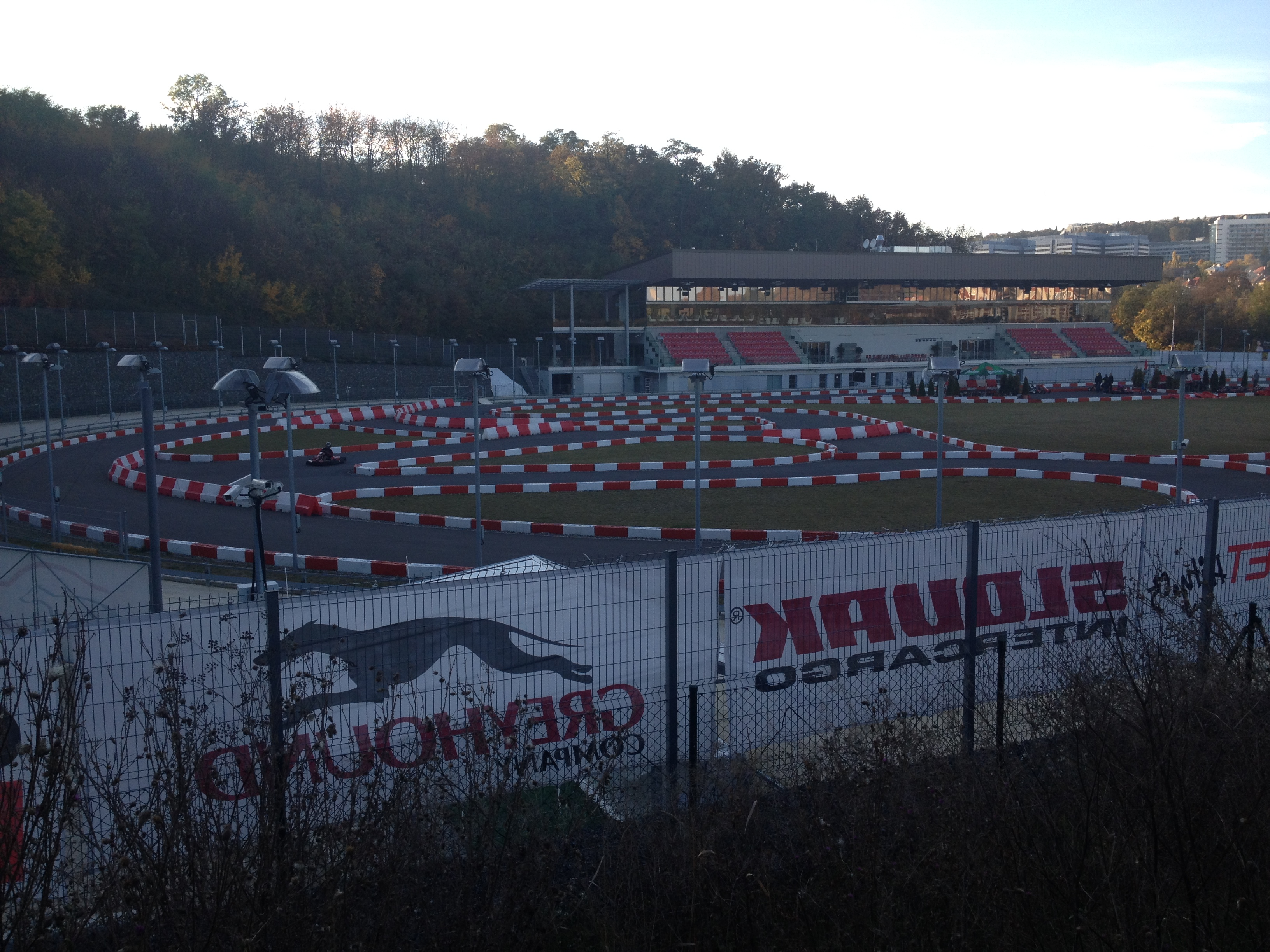
Greyhound park Motol
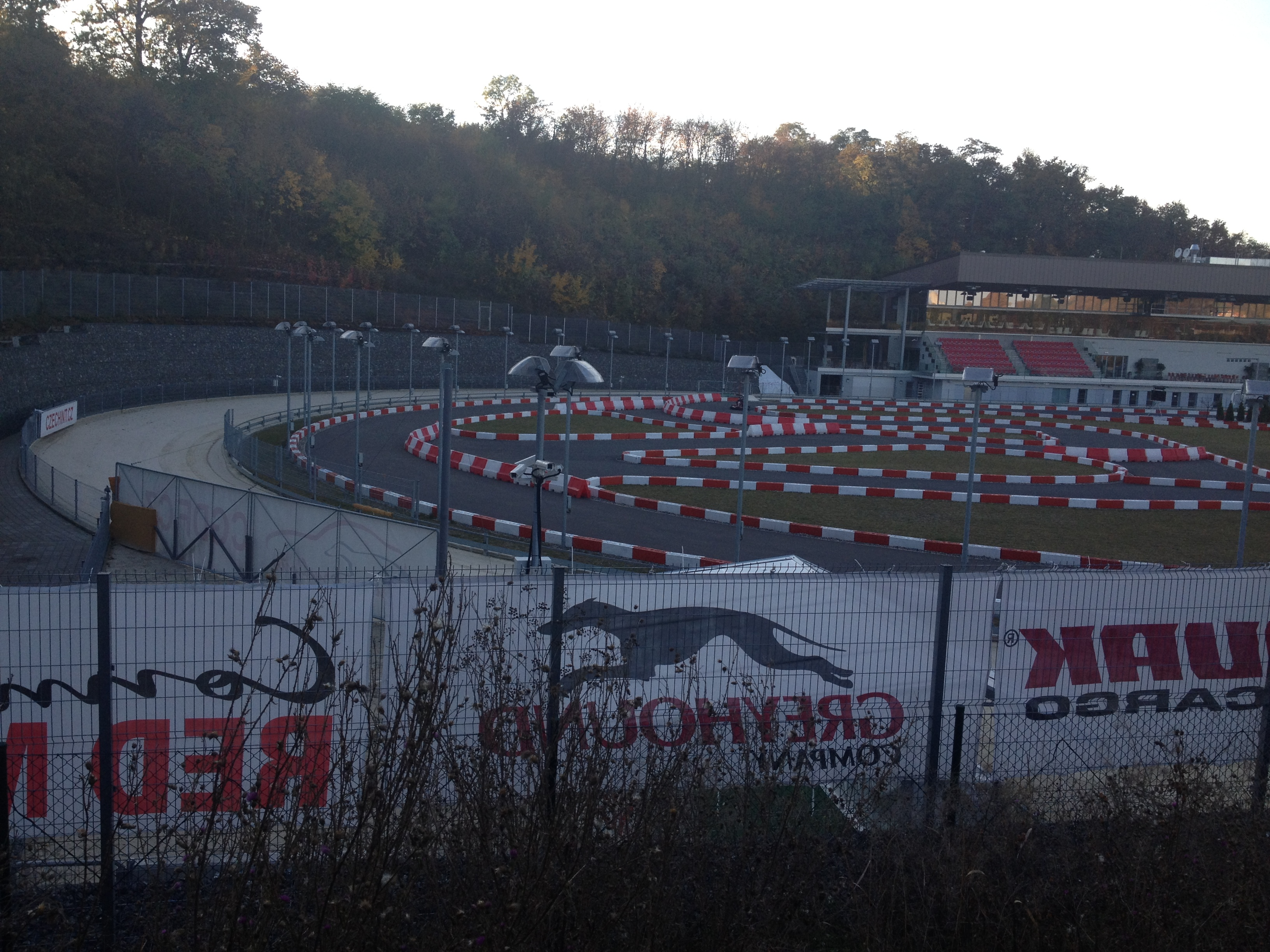
Pohled na dostihovou dráhu v přírodním parku Košíře Motol